# 天満青物市場

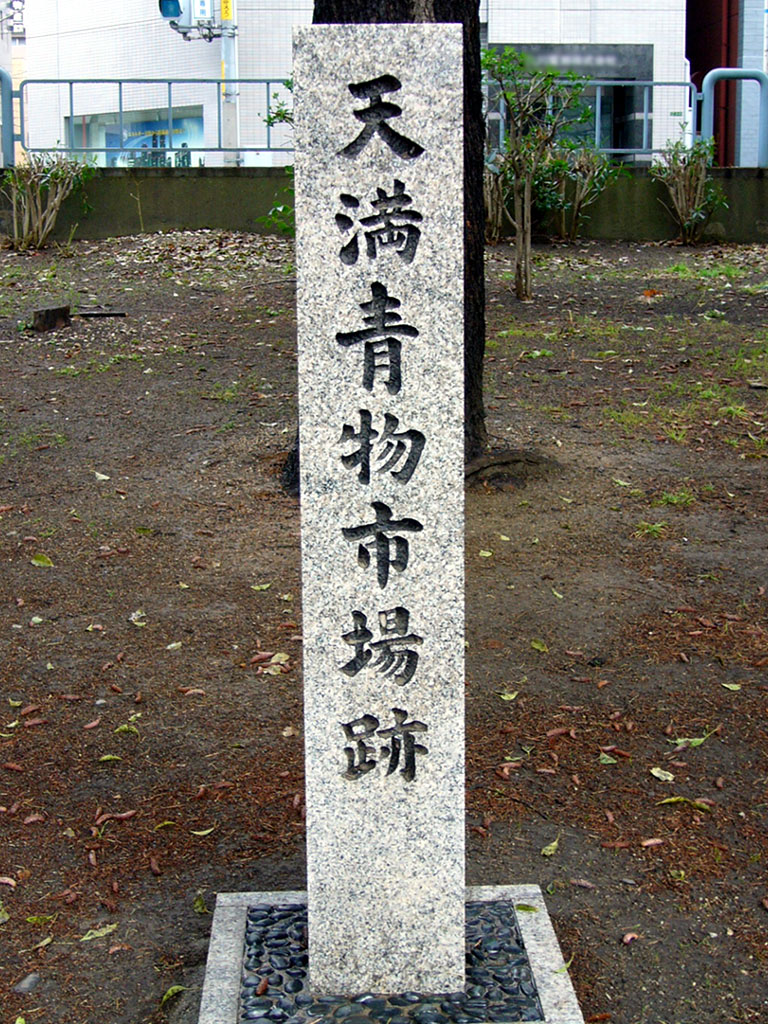
天満青物市場跡

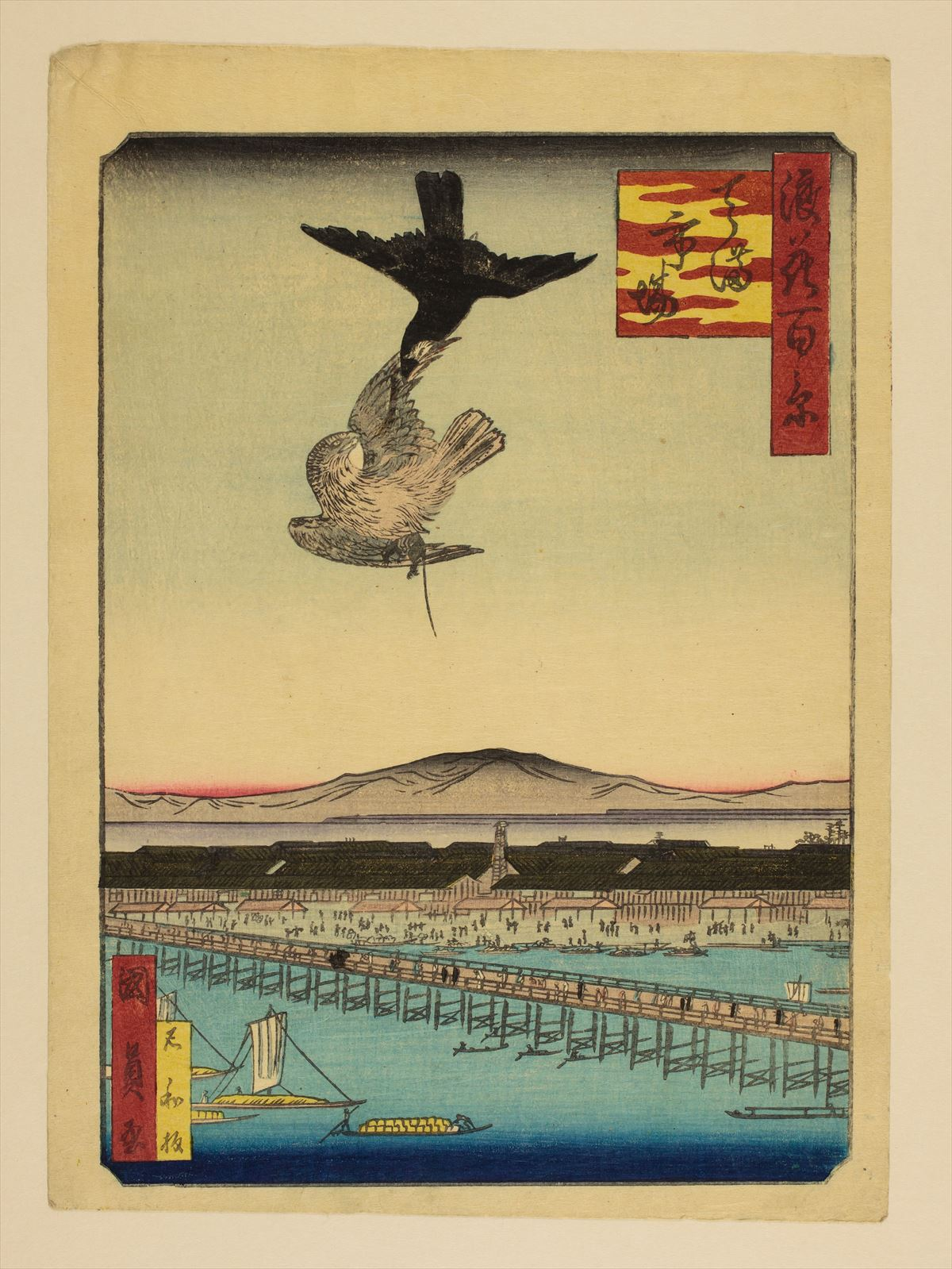
天満市場 (浪花百景)

天満青物市場（てんまあおものいちば）は、かつて大阪府大阪市北区にあった卸売市場。現在の天神橋1丁目・天満4丁目・同3丁目の大川沿いにあった。

## 概要
江戸時代に堂島米市場、雑喉場魚市場とともに大阪三大市場のひとつとされ、青果物（野菜・果物）の取り扱いを独占していたのが天満青物市場である。
そのルーツは現在の大坂城の位置にあった石山本願寺の門前市にまで遡ることができるという。大坂の陣後は、1616年（元和2年）に京橋南詰（現・中央区大手前1丁目付近）に開かれた。1651年（慶安4年）にこの場所が大坂町奉行に収公されることになり、代替地の京橋片原町（現・都島区片町1丁目付近）に移転。しかし、不便であったため、1653年（承応2年）に天満へ移転した。1685年（貞享2年）当時は54軒の問屋を有していた。
その後、新市の開設を求める運動が何度か起こったが全て退け、1772年（明和9年）に株仲間の開設を公認された。この時の天満の問屋独占は強力で、新市を認めないばかりか、市場内の立ち売りの禁止、直売買の禁止も公認されていた。
しかし、1798年（寛政10年）に近郊26ヶ村の市場内の立ち売りが解禁。また、青物を供給する農村は、大阪城下の南郊に位置する西成郡吉右衛門肝煎地・西高津村・難波村・木津村・今宮村・勝間村・中在家村・今在家村の畑場八ヶ村と呼ばれた村々が中心だったため、天満青物市場から遠く離れた畑場八ヶ村との対立が絶えず、1809年（文化6年）に13品目に限って木津難波市場の開設が認められた。
それでも、天満青物市場は長らく官許の市場として、明治・大正になっても大阪市随一の青物市場として栄えていたが、1931年（昭和6年）に大阪市中央卸売市場が設立され、廃止された。